# Little Garden
"Little Garden" (hangul: 나의 작은 정원; rr: Naui jag-eun jeong-won; lit. "My Little Garden") é uma canção gravada pela cantora sul-coreana Taeyeon para a trilha sonora da série dramática Jirisan de 2021. A canção foi lançada como single digital em 28 de novembro de 2021, pela AStory e Most Contents, sob licença de Dreamus.

## Antecedentes e lançamento
Em 19 de agosto de 2021, AStory confirmou que Taeyeon foi nomeada para gravar a trilha sonora da série dramática Jirisan em sua primeira escalação de artistas musicais. Tornando-se o primeiro lançamento de Taeyeon em uma trilha sonora em quinze meses, desde "Kiss Me" para Do You Like Brahms? (2020).
"Little Garden" foi lançada em 28 de novembro de 2021, em formato digital e streaming. Mais tarde, um vídeo musical correspondente, foi lançado em 30 de novembro de 2021. 

## Composição
O tema se intitula de "나의 작은 정원" (literalmente "My Little Garden" em coreano) e "Little Garden" em inglês, sendo composta na tonalidade de si maior, com um andamento de 80 batidas por minuto. A faixa escrita como um conto de fadas, possui letras de Lee Joo-hyeong (MonoTree) que também é responsável por sua produção juntamente com jun-p (MonoTree) e Gaemi, também produtor de trilhas sonoras para a televisão sul-coreana em títulos como Descendants of the Sun (2016), Love in the Moonlight (2016), When the Camellia Blooms (2019) e The World of the Married (2020).
Musicalmente, "Little Garden" foi descrita como uma balada liderada pela introdução de cordas, que são combinadas por um acompanhamento melódico de piano, a fim de criar-se uma atmosfera dramática.

## Recepção
| Ano  | Prêmio                 | Categoria                  | Resultado | Ref.  |
| ---- | ---------------------- | -------------------------- | --------- | ----- |
| 2022 | Asian Pop Music Awards | Melhor OST (Internacional) | Venceu    | [ 8 ] |

## Faixas e formatos
| "Little Garden"- Download digital, streaming |                                  |                           |                |                                            |         |  |
| N.º                                          | Título                           | Letras                    | Música         | Arranjo                                    | Duração |  |
| 1.                                           | "Little Garden" (나의 작은 정원) | Lee Joo-hyeong (MonoTree) | Gaemi          | Lee Joo-hyeong (MonoTree) Jun-p (MonoTree) | 4:09    |  |
| 2.                                           | "Little Garden" (Inst.)          |                           | Gaemi          | Lee Joo-hyeong (MonoTree) Jun-p (MonoTree) | 4:09    |  |
| Duração total:                               | Duração total:                   | Duração total:            | Duração total: | Duração total:                             | 8:18    |  |

## Desempenho nas paradas musicais
Na Coreia do Sul, "Little Garden" estreou em seu pico de número 113 na tabela musical Gaon Digital Chart, na semana referente a 28 de novembro a 4 de dezembro de 2021. Em suas tabelas componentes, a canção posicionou-se em seu pico de número dezesseis pela Gaon Download Chart e de número 156 pela Gaon Streaming Chart, ambas na semana correspondente a 28 de novembro a 4 de dezembro de 2021.

### Posições semanais
| Parada musical (2021)              | Melhor posição |
| ---------------------------------- | -------------- |
| Coreia do Sul (Gaon Digital Chart) | 113            |

## Créditos e pessoal
A elaboração de "Little Garden" atribui os seguintes créditos adaptados do Melon.
Produção
- Kwon Yu-jin da doobdoob Studio – gravação
- Oh Seong-geun da T Studio – gravação
- Koo Jong-pil da Klang Studio – mixagem
- Kwon Nam-woo da 821 Sound Mastering – masterização
- AStory (에이스토리) – produção executiva
- Most Contents (모스트콘텐츠) – produção executiva

Pessoal
- Gaemi – produção, música
- Lee Joo-hyeong (MonoTree) – letras
- jun-p (MonoTree) – arranjo, teclado
- Taeyeon – vocais
- Lee Joo-hyeong – arranjo, edição digital, direção vocal
- Jukjae – guitarra
- Koo Bon-am – baixo
- Nile Lee – arranjo de cordas, condução
- On the String – cordas
- Baek Seo-young – design de capa

## Histórico de lançamento
| Região | Data                   | Formato                    | Gravadora                    | Ref.   |
| ------ | ---------------------- | -------------------------- | ---------------------------- | ------ |
| Mundo  | 28 de novembro de 2021 | Download digital streaming | AStory Most Contents Dreamus | [ 13 ] |